# Pseudacontia louisa
Pseudacontia louisa är en fjärilsart som beskrevs av Smith 1908. Pseudacontia louisa ingår i släktet Pseudacontia och familjen nattflyn. Inga underarter finns listade i Catalogue of Life.